# Međurebrene arterije
Međurebrene arterije (lat. arteriae intercostales) je naziv za grupu arterija koja oksignerianom krvlju opskrbljuje prostor između rebara, koji se naziva, međurebreni prostor.
Međurebrene prostore opskrbljuju prednje i stražnje međurebrene arterije, koje su ogranci različitih arterija i međusobno anastomoziraju u prednjoj trećini međurebrenog prostora:
- prednje međurebrene arterije grane su: nutarnje prsne arterije (lat. arteria thoracica interna)
- stražnje međurebrene arterije ogranci su:
  - najgornje međurebrene arterije (lat. arteria intercostalis suprema) - koja daje prvu, drugu (ponekad i treću) stražnju međurebrenu arteriju
  - prsne aorte koja daje ostalih, najčešće 9 (između 8-12), stražnjih međurebrenih arterija.